# تایپ‌اسکریپت
تایپ‌اسکریپت زبان برنامه‌نویسی‌ای است که توسط مایکروسافت توسعه‌داده می‌شود. تایپ‌اسکریپت پیشرفت‌داده‌شدهٔ جاوااسکریپت است و بررسی نوع قوی و شئ‌گرایی واقعی را ذاتاً به آن زبان می‌افزاید. آندرس هایلسبرگ پدر سی‌شارپ در توسعهٔ تایپ‌اسکریپت فعالیت داشته‌است.